# 小林眞紀
小林 眞紀（こばやし まき、2月22日 - ）は、日本の女性声優。イエローテイル所属。滋賀県出身。

## 人物
趣味はウィンドウショッピング。特技はネイルアート。

## 出演
太字はメインキャラクター。

### テレビアニメ
- 恋姫†無双 シリーズ（2008年 - 2010年、馬超）- 3シリーズ
- 爆丸バトルブローラーズ ニューヴェストロイア（2010年、エルフィン、ウォンチュー、ミロン・リッチ）
- 薄桜鬼 黎明録（2012年、子供、町人、芸妓）
- 昭和元禄落語心中（2016年、女）
- TO BE HERO（2016年、女B）

### OVA
- 恋姫†無双 OVAシリーズ（2009年 - 2011年、馬超）- 4作品
- 華ヤカ哉、我ガ一族 キネトグラフ（2013年、浅木タエ）

### Webアニメ
- Starry☆Sky（2010年、女友達）

### ゲーム
2007年
- アポカリプス 〜ディザイアネクスト〜
- スペクトラルジーン（ブブリコ）
- 萌え萌え2次大戦(略)（やまと、フェアリー）

2008年
- 恋姫†夢想 〜ドキッ☆乙女だらけの三国志演義〜（馬超）
- スゴロクロニクル 〜右手に剣を左手にサイコロを〜（ルピア）
- パンドラサーガ

2009年
- カヌチ 黒き翼の章（シシタ・アワナガ）
- 地獄少女 澪縁（篠崎歩弓）
- Sweet HoneyComing（緒方未央、代田橋）
- 戦極姫〜戦乱に舞う乙女達〜（島津家久、杉田玄白、毛利ガーナ・オルテナ・ナッシュ）
- トリニティ・ユニバース（みゆ）
- NUGA-CEL!
- 不確定世界の探偵紳士〜悪行双麻の事件ファイル〜（シン）
- 萌え萌え2次大戦（略）2[chu〜♪]（やまと、フェアリー、クラウディア）

2010年
- アガレスト戦記2（リィル、レーナ）
- スズノネセブン! 〜Rebirth knot〜（三峰美奈都）
- 戦極姫2〜葉隠の乙女、風雲に乗ず〜（弘中隆廉、島津家久、尼子経久、毛利ガーナ、毛利オルテナ、毛利ナッシュ、杉田玄白） - 2作品
- プリンセスラバー!〜Eternal Love For My Lady〜（マリア＝ファン・フォッセン）
- もっとNUGA-CEL!

2011年
- 乙女はお姉さまに恋してるPortable 2人のエルダー（君原春美）
- 三極姫〜三国乱世・覇天の采配〜（曹操孟徳、曹仁子孝、諸葛亮孔明）
- 出撃!! 乙女たちの戦場2〜天翔ける衝撃の絆〜（佐山祐子）
- 二世の契り 想い出の先へ（雅人）
- ノーブルリージュ!（ロゼット）
- 萌え萌え大戦争☆げんだいばーん（2013年 - 2014年、ポップル、クラウス、イーディス） - 4作品

2012年
- あまつみそらに! 雲のはたてに（一ツ橋神奈）
- 源狼 GENROH（八重）
- 三極姫〜戦煌の大火・暁の覇龍〜（曹操孟徳、曹仁子孝、諸葛亮孔明）
- 出撃!! 乙女たちの戦場2〜憂国を翔ける皇女のツバサ〜（佐山祐子、柏原ミサキ）
- バクダン★ハンダン（稲船沙希）

2013年
- エンゲージナイツ 〜新約英雄大戦〜（源義経、ウィリアム・ウォレス、ピョートル1世）
- 限界凸騎 モンスターモンピース（ウロボロス）
- みらくる超パーティPLUS-THE NEWCOMERS-（古明地さとり）

2014年
- IslandDays（山県愛）
- 恋姫†演武（馬超）
- スズノネセブン! Portable（三峰美奈都）
- 不思議の幻想郷3（古明地さとり、綿月豊姫）
- もっと姉、ちゃんとしようよっ! +PLUS（明日原アルル、明日原クララ）

2015年
- なないろリンカネーション（葵）
- 不思議の幻想郷 -THE TOWER OF DESIRE-（古明地さとり、綿月豊姫）
- 無限のジグラット（ルイス）

2016年
- シルヴァリオ ヴェンデッタ -Verse of Orpheus-（アオイ・漣・アマツ）
- Strawberry Nauts -ストロベリーノーツ-（青兔みかも）
- 薔薇に隠されしヴェリテ（ランバール夫人）
- 不思議の幻想郷 TOD RELOADED（古明地さとり）
- PriministAr -プライミニスター-（継花十貴恵）

2019年
- 不思議の幻想郷 -ロータスラビリンス-（古明地さとり 他）

### ドラマCD
- 翡翠の雫 緋色の欠片2 Vol.2 幻魔の罠（2008年）
- 萌え萌え2次大戦(略)☆デラックス オリジナル ドラマCD（2009年、フェアリー）
- 収穫の十二月「秘湯の十月」（2012年、しろ）

### 舞台
- まほろばの島（宇都宮琴音）
- 信州幸福考

### ラジオ
パーソナリティ
- コマキの木曜日
- Webラジオ『まえたけ･こまきのもっとⅠ(アイ)をちょうだいよ！！！Radio』（ロックンバナナ：2008年10月 - 2014年9月11日）

ゲスト出演
- 萌え萌え2次ラジオ☆デラックス（第7回～第8回）
- ラジオ恋姫†無双 〜愛紗と鈴々と○○のこと〜（第5回･出張版第二巻･七巻）
- 真・ラジオ恋姫†無双 〜○△×○△×○△×のこと〜（第15～16回・出張版第六巻）